# Tatjana Tałyszewa
Tatjana Andriejewna Tałyszewa, ros. Татьяна Андреевна Талышева, później Wołkowa (Волкова) i Triegub (Трегуб) (ur. 15 października 1937 w  Barnaule) – rosyjska lekkoatletka reprezentująca ZSRR, specjalistka skoku w dal i biegów płotkarskich, medalistka olimpijska z 1968.
Zajęła 9. miejsce w skoku w dal na mistrzostwach Europy w 1962 w Belgradzie. Na igrzyskach olimpijskich w 1964 w Tokio zajęła 10. miejsce w tej konkurencji oraz odpadła w półfinale biegu na 80 metrów przez płotki. Była 6. w skoku w dal na mistrzostwach Europy w 1966 w Budapeszcie.
Na europejskich igrzyskach halowych w 1967 w Pradze zdobyła złoty medal w sztafecie 4 × 1 okrążenie (sztafeta biegła w składzie: Wałentyna Bolszowa, Galina Bucharina, Tałyszewa i Wira Popkowa), a w skoku w dal zajęła 4. miejsce. zajęła 2. miejsce w skoku w dal w finale pucharu Europy w 1967 w Kijowie. Spaliła wszystkie skoki w dal na kolejnych europejskich igrzyskach halowych w 1968 w Madrycie.
Zdobyła brązowy medal w skoku w dal na igrzyskach olimpijskich w 1968 w Meksyku, za Rumunką Vioricą Viscopoleanu i Brytyjką Sheilą Sherwood. Ustanowiła wówczas rekord życiowy – 6,66 m. Na tych samych igrzyskach zajęła 8. miejsce w finale biegu na 80 metrów przez płotki.
Była mistrzynią ZSRR w skoku w dal w 1967 i 1968 oraz w biegu na 80 m przez płotki w 1968, a także halową mistrzynią w skoku w dal w 1967.
Rekordy życiowe Tałyszewej:
| Konkurencja               | Data i miejsce               | Wynik  |
| ------------------------- | ---------------------------- | ------ |
| bieg na 80 m przez płotki | 1968                         | 10,4 s |
| skok w dal                | 14 października 1968, Meksyk | 6,66 m |